# Avalon Code
Avalon Code (アヴァロンコード) est un jeu vidéo de type action-RPG développé par Matrix Software et sorti en 2008 sur Nintendo DS.

## Accueil
- Famitsu : 30/40[1]
- IGN : 8,3/10[2]